# Communauté de communes Cœur Haute Lande
La communauté de communes Cœur Haute Lande est une communauté de communes française, située dans le département des Landes et la région Nouvelle-Aquitaine.
Elle est issue de la fusion en 2017 des trois communautés de communes de la Haute Lande, du Pays d'Albret et du canton de Pissos.

## Historique
Le projet de schéma départemental de coopération intercommunale de 2015 impose une fusion à la communauté de communes du canton de Pissos car le seuil de population de 5 000 habitants n'est pas atteint. La fusion des communautés de communes de Pissos, de la Haute Lande et du Pays d’Albret crée un ensemble étendu, à dominante rurale, dans le respect du seuil de droit commun de 15 000 habitants malgré les densités peu élevées de ce territoire. Le nouvel EPCI à fiscalité propre s’inscrit dans le schéma de cohérence territoriale (SCoT) commun aux trois EPCI à fiscalité propre, déjà en cours, ainsi que dans les limites du pôle d’équilibre territorial et rural (PETR) Haute Lande, créé le 1er janvier 2016. Cette fusion instaure une solidarité financière, en faisant bénéficier le nouvel ensemble du dynamisme du potentiel fiscal agrégé de la communauté de communes de la Haute Lande.
La préfecture valide le nouveau périmètre en mars 2016 qui recueille seulement l'avis défavorable de la part du conseil municipal de Solférino. L'arrêté est pris le 5 octobre 2016

## Territoire communautaire

### Géographie
Située au nord  du département des Landes, la communauté de communes Cœur Haute Lande regroupe 26 communes et présente une superficie de 1 786,4 km2.

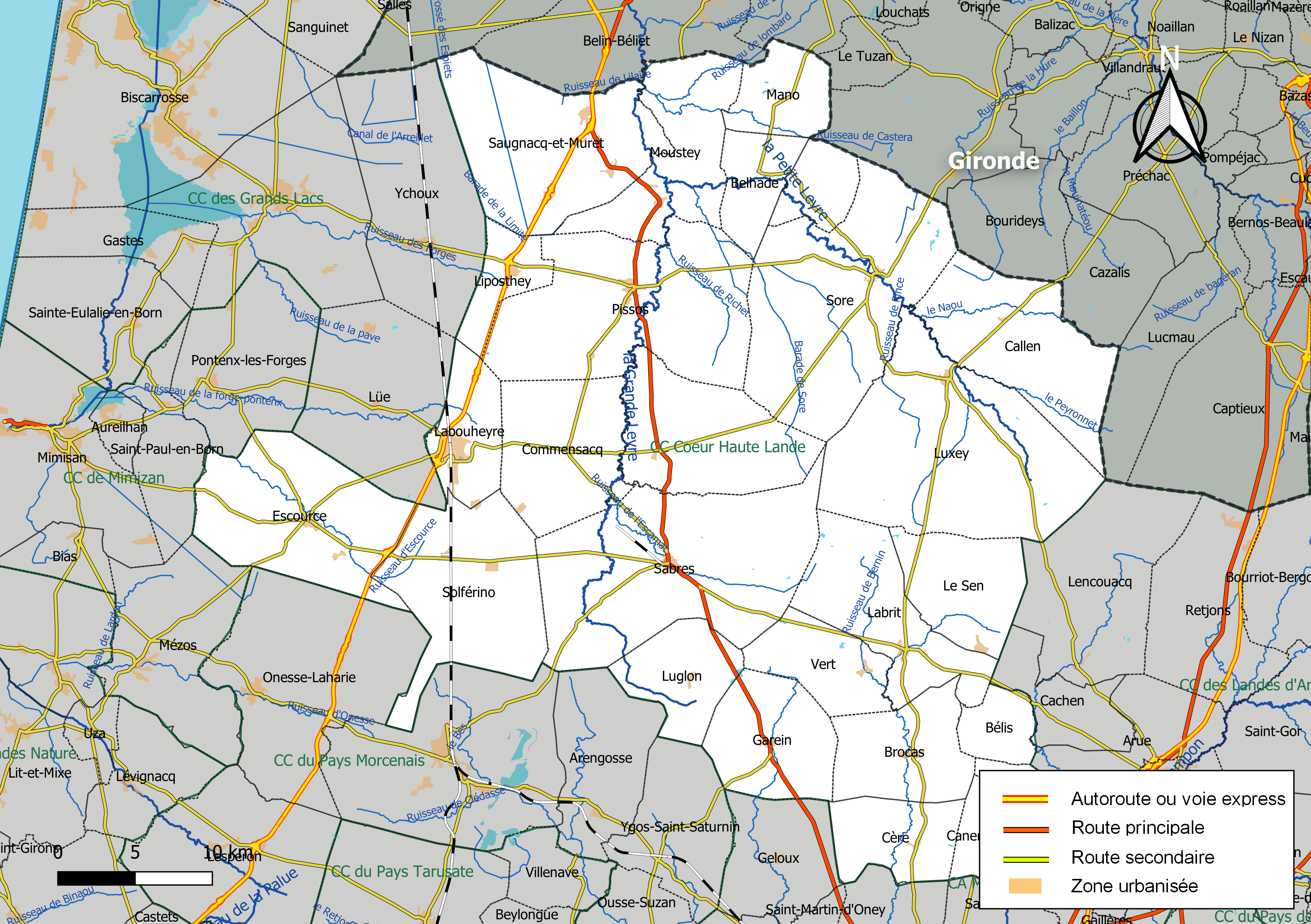
Carte de la communauté de communes Cœur Haute Lande au 1er janvier 2019.

### Composition

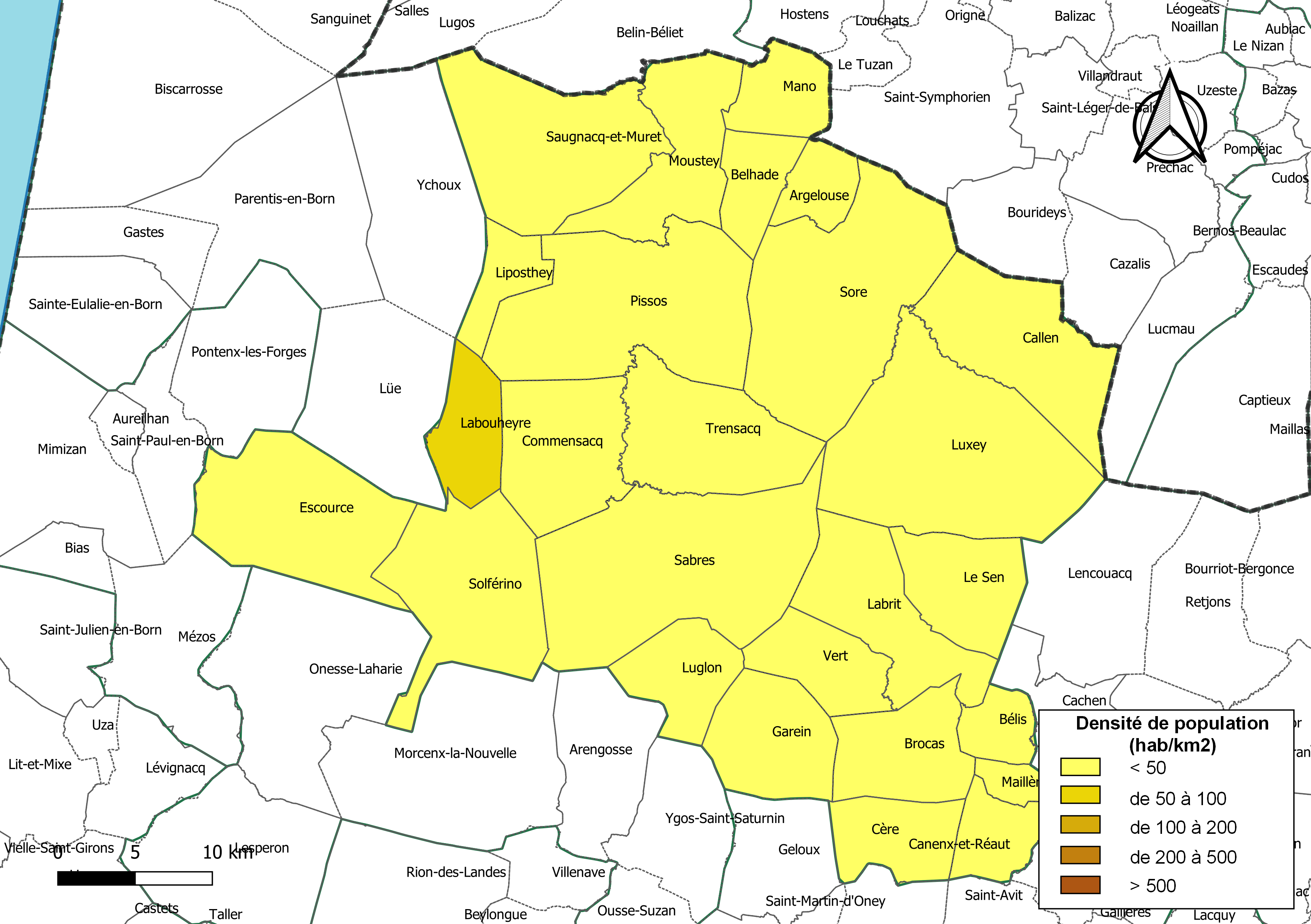
Carte des densités de population (millésimée 2016) des communes de la communauté de communes Cœur Haute Lande. Composition en communes au 1er janvier 2019.

La communauté de communes est composée des 26 communes suivantes :

| Nom              | Code Insee | Gentilé             | Superficie (km2) | Population (dernière pop. légale) | Densité (hab./km2) |
| ---------------- | ---------- | ------------------- | ---------------- | --------------------------------- | ------------------ |
| Sabres (siège)   | 40246      | Sabrais             | 160,13           | 1 191 (2022)                      | 7,4                |
| Argelouse        | 40008      | Argelousiens        | 22,79            | 96 (2022)                         | 4,2                |
| Belhade          | 40032      | Belhadais           | 28,55            | 222 (2022)                        | 7,8                |
| Bélis            | 40033      | Bélisiens           | 20,46            | 164 (2022)                        | 8                  |
| Brocas           | 40056      | Brocassais          | 53,46            | 727 (2022)                        | 14                 |
| Callen           | 40060      | Callénois           | 87,86            | 145 (2022)                        | 1,7                |
| Canenx-et-Réaut  | 40064      | Canenxois           | 28,07            | 172 (2022)                        | 6,1                |
| Cère             | 40081      | Cèrois              | 39,87            | 416 (2022)                        | 10                 |
| Commensacq       | 40085      | Commensacquais      | 71,24            | 434 (2022)                        | 6,1                |
| Escource         | 40094      | Escourçois          | 102,74           | 799 (2022)                        | 7,8                |
| Garein           | 40105      | Garinois            | 57,1             | 426 (2022)                        | 7,5                |
| Labouheyre       | 40134      | Bouheyrots          | 36,13            | 2 883 (2022)                      | 80                 |
| Labrit           | 40135      | Labritois           | 72,18            | 849 (2022)                        | 12                 |
| Liposthey        | 40156      | Lipostheyais        | 23,97            | 591 (2022)                        | 25                 |
| Luglon           | 40165      | Luglonnais          | 41,07            | 375 (2022)                        | 9,1                |
| Luxey            | 40167      | Luxois              | 160,07           | 653 (2022)                        | 4,1                |
| Maillères        | 40170      | Maillerais          | 15,05            | 230 (2022)                        | 15                 |
| Mano             | 40171      | Manéens             | 32,27            | 129 (2022)                        | 4                  |
| Moustey          | 40200      | Mousteyais          | 67,31            | 755 (2022)                        | 11                 |
| Pissos           | 40227      | Pisséens            | 140,75           | 1 483 (2022)                      | 11                 |
| Saugnac-et-Muret | 40295      | Saugnac-et-Muretois | 109,37           | 1 298 (2022)                      | 12                 |
| Le Sen           | 40297      | Sennois             | 51,1             | 221 (2022)                        | 4,3                |
| Solférino        | 40303      | Solférinois         | 97,83            | 361 (2022)                        | 3,7                |
| Sore             | 40307      | Soriens             | 147,72           | 1 162 (2022)                      | 7,9                |
| Trensacq         | 40319      | Trensacquais        | 79,25            | 285 (2022)                        | 3,6                |
| Vert             | 40323      | Vertais             | 40,03            | 238 (2022)                        | 5,9                |

## Démographie
| 1968   | 1975   | 1982   | 1990   | 1999   | 2010   | 2015   | 2021   |
| ------ | ------ | ------ | ------ | ------ | ------ | ------ | ------ |
| 13 007 | 12 508 | 12 514 | 12 999 | 13 115 | 14 871 | 15 452 | 16 042 |

## Administration

### Siège
La communauté de communes a son siège social :
Mairie de Sabres
24, Place GAMBETTA
40630 SABRES

### Conseil communautaire
En 2017, 41 conseillers communautaires siègent dans le conseil selon un accord local.
| Nombre de délégués | Communes                         |
| ------------------ | -------------------------------- |
| 7                  | Labouheyre                       |
| 3                  | Pissos, Sabres, Sore             |
| 2                  | Saugnac-et-Muret, Labrit, Brocas |
| 1                  | Les autres communes              |

### Présidence
La communauté de communes est actuellement présidée par : 
| Période        | Période  | Identité           | Étiquette | Qualité                                                 |
| -------------- | -------- | ------------------ | --------- | ------------------------------------------------------- |
| 6 janvier 2017 | En cours | Dominique Coutière | PS        | Maire de Labrit Vice-président du conseil départemental |

## Compétences
La structure adhère au : 
- Syndicat mixte du bassin versant de la Midouze (d)
- Syndicat mixte d'élimination des déchets de la haute Lande (d)
- SIVOM des cantons du Pays de Born
- Syndicat mixte Agence landaise pour l'Informatique (d)
- SICTOM du Marsan (d)
- Syndicat mixte départemental d'équipement des Communes des Landes (SYDEC) (d)
- Syndicat du Midou et de la Douze (d)
- Syndicat mixte du bassin versant des Lacs du Born (d)
- Syndicat mixte Haute Lande
- Syndicat mixte Haute Lande Industrialisation (d)
- Syndicat mixte du Pays d'Albret (d)